# Ewa Milde-Prus
Ewa Joanna Milde-Prus (ur. 7 marca 1944 w Skierniewicach, zm. 24 lipca 2020 w Chicago) – polska aktorka filmowa i teatralna.

## Życiorys
W 1967 roku ukończyła studia na Wydziale Aktorskim Państwowej Wyższej Szkole Filmowej, Telewizyjnej i Teatralnej w Łodzi. 22 stycznia 1967 roku debiutowała na deskach Teatru Ziemi Łódzkiej. Następnie występowała w latach 1967–1969 w koszalińskim Teatrze Bałtyckim. Od 1969 do 1970 roku występowała w szczecińskim Teatrze Dramatycznym, a w sezonie 1970/1971 w Teatrze im. Bogusławskiego w Kaliszu. W latach 1971–1982 była aktorką warszawskiego Teatru Ateneum. Pod koniec lat 80. wyemigrowała do Stanów Zjednoczonych. Od 1987 mieszkała w Chicago, gdzie przez wiele lat występowała m.in. w polonijnym teatrze i kabarecie Bocian oraz nagrywała audycje radiowe.
Zmarła 24 lipca 2020 w Chicago. Zgodnie ze swą ostatnią wolą spoczęła w Polsce, 5 września 2020 została pochowana na cmentarzu parafialnym w Umiastowie.

## Filmografia
- 1964 – Drewniany różaniec jako Rózia
- 1964 – Beata
- 1966 – Kochankowie z Marony (1966) jako Janka
- 1967 – Czarna suknia telefonistka
- 1972 – Palec Boży
- 1973 – Gościnny występ jako aktorka Studenckiego Teatru Pantomimy „To jest...?”,
- 1976 – Złota kaczka jako młoda handlarka
- 1976 – Dźwig
- 1975, 1977 – Czterdziestolatek jako Bożena, żona Antka
- 1975 – Tylko Beatrycze jako służąca Joanna/Trwoga
- 1976–1977 – Zezem jako gość na imieninach Górnego, Podgórna
- 1977 – Niedziela pewnego małżeństwa w mieście przemysłowym średniej wielkości jako barmanka Kasia
- 1979 – Szansa jako Krystynka
- 1979, 1981 – Najdłuższa wojna nowoczesnej Europy jako Karolina Frankowska, matka Ludwika Franke
- 1980 – Miś (Zofia Dyrman, „znajoma” Stanisława Palucha),
- 1980 – Królowa Bona jako Izabela, królowa węgierska, córka Bony i Zygmunta Starego
- 1981 – Okno
- 1981 – Białe tango jako farmaceutka
- 1982 – Przygrywka komendantka obozu
- 1983 – Stan wewnętrzny jako pracownica w biurze projektów
- 1983 – Alternatywy 4 jako Wiesia Winnicka, żona Jana Winnickiego
- 1984 – Zamiana jako Lena
- 1985 – Greta
- 1985 – Starzy znajomi jako Jolka
- 1986 – Wcześnie urodzony
- 1986 – Tulipan jako kobieta „poderwana” na imprezie
- 1987 – Śmieciarz
- 1987 – Sami dla siebie jako pijaczka, matka członka bandy
- 1987 – Rajski ptak
- 1987 – Pay off
- 1987 – O rany, nic się nie stało!!! jako wychowawczyni
- 1987 – Brawo mistrzu
- 1988 – Teatrum wiele tu może uczynić[4]

## Ordery i odznaczenia
- Krzyż Kawalerski Orderu Odrodzenia Polski (pośmiertnie, 2020)[5][6]

## Nagrody
- 1968: wyróżnienie nagrodą SPATiF za rolę Jadwini w spektaklu Dzika kaczka na X Festiwalu Teatrów Polski Północnej w Toruniu[1].